# حي ربي
في المندائية، حيّ ربّي التي تعني "الإله الحي العظيم" هو الإله الأعلى الذي منه تنبثق كل الأشياء. ويُعرف أيضًا باسم "الحياة الأولى"، لأنه أثناء خلق العالم المادي، انبثق منه الملاك يوشامين [الإنجليزية] المعروف باسم "الحياة الثانية". يقول قيس السعدي: «إن أصول المذهب المندائي هي: الإيمان بالإله العظيم الواحد حيّ ربّي، الذي له جميع الخصائص المطلقة، الذي خلق العوالم كلها، وشكل الروح بقدرته، ووضعها عن طريق الملائكة في جسد الإنسان، فخلق آدم وحواء أول رجل وامرأة». يعتقد المندائيون بأن الله أزليّ، وأنه خالق كل شئ، وأنه الواحد والوحيد في السيادة لا شريك له. وأن الله وحده الذي يُعبد ويُحمد لكونه القوة العليا في الكون، وهو يسود فوق كل العوالم وكل الخليقة.:40 وفي المندائية، تسمّى عقيدة الإيمان بإله واحد "السهدوثا".:43